# Dentella misera
Dentella misera är en måreväxtart som beskrevs av Airy Shaw. Dentella misera ingår i släktet Dentella och familjen måreväxter.

## Underarter
Arten delas in i följande underarter:
- D. m. misera
- D. m. strigosa